# Codi Aiken
El codi Aiken és un dels BCD (sigles de l'anglès Binary-coded decimal, decimal codificat en binari) més emprats.
Taula del codi d'Aiken:
Aquesta taula és diferent a la representació dels dígits en codi 2421, ja que aquest últim permet diverses representacions diferents per als dígits 2, 3, 4, 5, 6 i 7.
|   | 2 4 2 1 |
| - | ------- |
| 0 | 0 0 0 0 |
| 1 | 0 0 0 1 |
| 2 | 0 0 1 0 |
| 3 | 0 0 1 1 |
| 4 | 0 1 0 0 |
| 5 | 1 0 1 1 |
| 6 | 1 1 0 0 |
| 7 | 1 1 0 1 |
| 8 | 1 1 1 0 |
| 9 | 1 1 1 1 |